# Approfondissement de la défense nationale et de la réforme militaire
L'approfondissement de la défense nationale et de la réforme militaire est une restructuration majeure de l'Armée populaire de libération (APL), lancée par Xi Jinping, secrétaire général du Parti communiste chinois depuis 2012. Elle a aplati la structure de commandement et a permis au PCC d'avoir plus de contrôle sur l'armée, dans le but de renforcer la capacité de combat de l'APL.

## Histoire
La réforme de la structure militaire et de défense de la Chine a commencé après que Xi Jinping soit devenu secrétaire général du Parti communiste chinois et président de la Commission militaire centrale en 2012. Sous l'administration de Xi, la Chine a créé la Commission de sécurité nationale du PCC et a établi une zone d'identification de défense aérienne dans la mer de Chine orientale en 2013. En 2014, Xi a déclaré au Politburo du PCC que l'APL devrait fonctionner en intégrant plusieurs services.
L'«approfondissement de la défense nationale et de la réforme militaire» a été annoncé en novembre 2015 lors d'une session plénière du Groupe de direction central pour la réforme militaire de la Commission militaire centrale (CMC). On s'attendait à ce que ces réformes soient longues et approfondies et visent à transformer l'APL en une armée moderne au même niveau que les normes internationales. Avant l'annonce des réformes, Xi a déclaré que la CMC devrait contrôler directement l'armée et que de nouveaux commandements régionaux devraient être créés.
En janvier 2014, des officiers supérieurs chinois ont annoncé que l'Armée populaire de libération (APL) prévoyait de réduire le nombre de régions militaires de sept à cinq commandements de théâtre afin d'assurer un commandement conjoint avec les forces terrestres, navales, aériennes et de missiles. Cette mesure vise à modifier le concept d'opérations, passant d'une défense principalement terrestre à des mouvements mobiles et coordonnés de toutes les armées, et à renforcer les capacités offensives aériennes et navales. Les zones côtières seraient divisées en trois régions militaires, chacune dotée d'un commandement d'opérations conjoint (Jinan, Nanjing et Canton) pour projeter sa puissance en mer Jaune, en mer de Chine orientale et en mer de Chine méridionale. Les quatre autres régions militaires intérieures (Shenyang, Pékin, Chengdu et Lanzhou) seraient regroupées en deux zones militaires, principalement destinées à l'organisation des forces opérationnelles. Ce changement était prévu d'ici 2019.
Le 1er janvier 2016, la CMC a publié son document « Approfondissement de la défense nationale et de la réforme militaire », qui appelait à une restructuration majeure de l'armée afin de moderniser et d'améliorer ses capacités opérationnelles.
Les quatre départements traditionnels de l'armée (Départements de la politique générale, de la logistique générale, de l'armement général et de l'état-major général) ont été remplacés par 15 nouveaux départements, commissions et bureaux dirigés par la CMC. Sept départements ont été créés (Bureau général, Département de l'état-major interarmées, Département du travail politique, Département du développement des équipements, Département de la formation et de la gestion, Département du soutien logistique et Département de la mobilisation de la défense nationale). Les trois commissions créées étaient la Commission de contrôle de la discipline, la Commission politique et juridique et la Commission des sciences et technologies. Les cinq bureaux opérationnels créés étaient le Bureau de la planification stratégique, le Bureau de la réforme et de l'organisation, le Bureau de la coopération militaire internationale, le Bureau d'audit et le Bureau des affaires générales de l'organisme. Bureau de gestion.
Le 1er février 2016, la Chine a remplacé son système de sept régions militaires par de nouveaux commandements de théâtre : Nord, Sud, Ouest, Est et Centre.  Dans le système précédent, les opérations étaient segmentées par branche militaire et par région.  En revanche, chaque commandement de théâtre est censé fonctionner comme une entité unifiée avec des opérations conjointes entre différentes branches militaires.